# Arthur R. Gould
Arthur R. Gould (Corinth, 1857. március 16. – Presque Isle, 1946. július 24.) az Amerikai Egyesült Államok szenátora (Maine, 1926–1931).